# Roccamorice
Roccamorice – miejscowość i gmina we Włoszech, w regionie Abruzja, w prowincji Pescara.
Według danych na rok 2004 gminę zamieszkiwało 1006 osób, 41,9 os./km².